# Eupithecia bowmani
Eupithecia bowmani là một loài bướm đêm trong họ Geometridae.